# Trosteaneț, Horodok
Trosteaneț (în ucraineană Тростянець) este un sat în comuna Novîi Svit din raionul Horodok, regiunea Hmelnîțkîi, Ucraina.

## Demografie
Componența lingvistică a localității Trosteaneț
     Ucraineană (97,66%)
     Alte limbi (1,33%)
Conform recensământului din 2001, majoritatea populației localității Trosteaneț era vorbitoare de ucraineană (97,66%), existând în minoritate și vorbitori de alte limbi.